# Ministère de la Défense (Indonésie)
Le ministère de la Défense de l'Indonésie (en indonésien : Kementerian Pertahanan), souvent abrégé en Kemhan) est le ministère du cabinet indonésien chargé de la préparation et de la mise en œuvre de la politique de défense de l’État. Il s'est auparavant appelé Département de la Défense. Le ministre actuel est Prabowo Subianto. 
Le ministère de la Défense est l'un des trois ministères (avec le ministère des Affaires étrangères et celui de l'Intérieur) explicitement mentionnés dans la Constitution indonésienne, ce qui signifie qu'il ne peut être remplacés ni dissous par le président de la République. 
Si le président et le vice-président indonésiens décèdent, démissionnent ou sont empêchés d'exercer leurs fonctions, les ministres de la Défense, des Affaires étrangères et de l'Intérieur exercent conjointement les fonctions présidentielles jusqu'à ce que le président et le vice-président suivants soient élus par l'Assemblée délibérative du peuple dans un délai de trente jours.

## Histoire
Après la proclamation de l'indépendance de l'Indonésie le 17 août 1945, le comité préparatoire de l'indépendance de l'Indonésie (PPKI) a immédiatement mis en place le premier cabinet présidentiel qui, dans sa première version, ne comprenait pas de ministre de la Défense. La fonction de défense de l’État était alors exercée par le ministre de la Sécurité publique. Le 6 octobre 1945, Supriyadi est ainsi nommé ministre de la Sécurité publique, avant d'être remplacé le 20 octobre par le ministre par intérim, Imam Muhammad Suliyoadikusumo. 
À l'époque du premier cabinet Sjahrir, la fonction de défense de l'État était également placée sous l'autorité du ministre de la Sécurité publique, alors dirigé par Amir Sjarifoeddin. Toutefois, dans le deuxième cabinet Sjahrir, le ministre de la Sécurité publique a été renommé ministre de la Défense. Au moment où Amir Sjarifuddin devient Premier ministre, il conserve les attributions du ministre de la Défense. À l'époque du premier cabinet Hatta, alors que l'État unitaire de la république d'Indonésie était en état d'urgence en raison des pressions exercées par les forces néerlandaises, le vice-président Mohammad Hatta exerce les fonctions de ministre de la Défense par intérim. 

### Nouvel ordre
Dans le premier cabinet de développement, le ministère de la Défense et de la Sécurité était dirigé par le président indonésien Suharto. Ce n’est que plus tard, après le deuxième cabinet de développement, que la fonction de défense de l’État est toujours liée à celle de sécurité et relève du ministère de la Défense et de la Sécurité. 

### Réforme
Le 1er juillet 2000, le ministère de la Défense s'est réformé avec la séparation des Forces armées indonésiennes (TNI) et de la Police nationale indonésienne (Polri).   

## Tâche et devoirs
Le ministère de la Défense est chargé d’organiser les affaires de défense du gouvernement afin d’aider le président à organiser les administrations d’État. Dans l'exercice de ses fonctions, le ministère de la Défense exerce les fonctions suivantes : 
1. Formulation, détermination et mise en œuvre de politiques dans le domaine de la défense
2. Gestion des biens de l’État sous la responsabilité du ministère de la Défense
3. Supervision de l'exécution des tâches au sein du ministère de la Défense
4. Mise en œuvre d'activités techniques du niveau central au niveau régional

## Structure organisationnelle
Le ministre de la Défense, nommé par le président, est, conformément à la loi nationale (loi n° 39 2008), le chef du ministère de la Défense, principal assistant du président pour toutes les questions concernant la défense nationale, et a autorité et contrôle sur le ministère de la Défense. Étant donné que la Constitution confie toute autorité militaire au Conseil représentatif du peuple et au président, l'autorité légale conférée au ministre de la Défense découle de ses pouvoirs constitutionnels. Puisqu'il est impossible pour le Conseil représentatif du peuple et le président de participer à toutes les affaires relatives à la défense nationale, le ministre de la Défense et ses subordonnés exercent généralement l'autorité de la défense nationale. 
La structure organisationnelle du ministère de la Défense est la suivante,, : 
- Bureau du ministre adjoint de la Défense
- Bureau du secrétaire général de la Défense
- Direction générale de la stratégie de Défense (Ditjen Strahan)
- Direction générale de la planification de la Défense (Ditjen Renhan)
- Direction générale du potentiel de Défense (Ditjen Pothan)
- Direction générale des forces de Défense (Ditjen Kuathan)
- Bureau de l'Inspection Générale de la Défense (Itjen)
- Agence de recherche et développement pour la Défense (Balitbang)
- Agence d'éducation et de formation pour la Défense (Badiklat)
- Agence pour les installations de Défense nationale (Baranahan)
- Agence Nationale d'Installations Stratégiques (Bainstranas)[8]
- Conseiller spécial auprès du ministre des technologies et de l'industrie de la Défense
- Conseiller spécial du ministre des politiques de Défense
- Conseiller spécial auprès du ministre de l'économie
- Conseiller spécial auprès du ministre des Affaires sociales
- Conseiller spécial du ministre sur la Sécurité
- Centre de traitement des données et des technologies de l'information (Pusdatin)
- Centre financier (Pusku)
- Centre pour les communications publiques de la Défense (Centre Kompublik)
- Centre de réadaptation pour anciens combattants et blessés (Pusrehab)

## Liste des ministres de la Défense
1. Soeprijadi (2 septembre 1945 - 20 octobre 1945, n'a jamais accepté le poste en raison de sa disparition) 
Imam Muhammad Suliyoadikusumo (20 octobre 1945 - 14 novembre 1945, par intérim)
2. Amir Sjarifoeddin (14 novembre 1945 - 29 janvier 1948)
3. Mohammad Hatta (29 janvier 1948 - 15 juillet 1948, a également servi en tant que vice-président et Premier ministre)
4. Hamengkubuwono IX (15 juillet 1948 - 4 août 1949, 9 août 1949 - 6 juin 1950, 3 avril 1952 - 2 juin 1953) 
Sutan Mohammad Rasjid (19 décembre 1948 - 13 juillet 1949, gouvernement d'urgence)
5. Abdul Halim (6 juin 1950 - 17 décembre 1950) 
Mohammad Natsir (17 décembre 1950 - 27 avril 1951, par intérim dans ses fonctions de Premier ministre)
6. Sewaka (27 avril 1951 - 3 avril 1952)
7. Wilopo (2 juin 1953 - 30 juillet 1953, a également servi en tant que Premier ministre)
8. Iwa Koesoemasoemantri (30 juillet 1953 - 13 juillet 1955, vacant jusqu'au 12 août 1955)
9. Burhanuddin Harahap (12 août 1955 - 24 mars 1956, a également servi en tant que Premier ministre)
10. Ali Sastroamidjojo (24 mars 1956 - 9 avril 1957) a également été Premier ministre).
11. Djuanda Kartawidjaja (9 avril 1957 - 9 juillet 1959), a également servi en tant que Premier ministre).
12. Abdul Haris Nasution (10 juillet 1959 - 24 février 1966)
13. M. Sarbini (24 février 1966 - 28 mars 1966)
14. Suharto (28 mars 1966 - 9 septembre 1971) a également été président par intérim (1967-1968) et président depuis 1968).
15. Maraden Panggabean (9 septembre 1971 - 29 mars 1978)
16. Mohammad Jusuf (31 mars 1978 - 19 mars 1983)
17. Poniman (19 mars 1983 - 21 mars 1988)
18. Leonardus Benjamin Moerdani (23 mars 1988 - 17 mars 1993)
19. Edi Sudradjat (17 mars 1993 - 16 mars 1998)
20. Wiranto (16 mars 1998 - 20 octobre 1999)
21. Juwono Sudarsono (26 octobre 1999 - 26 août 2000) et (21 octobre 2004 - 20 octobre 2009)
22. Mohammad Mahfud (26 août 2000 - 20 juillet 2001) 
Agum Gumelar (20 juillet 2001 - 9 août 2001) a également exercé les fonctions de ministre coordinateur des Affaires politiques, sociales et de la sécurité).
23. Matori Abdul Djalil (9 août 2001 - 20 octobre 2004)
24. Purnomo Yusgiantoro (22 octobre 2009 - 20 octobre 2014)
25. Ryamizard Ryacudu (27 octobre 2014 - 22 octobre 2019)
26. Prabowo Subianto (23 octobre 2019 - présent)[9],[10]